# Dzieci Húrina
Dzieci Húrina (ang. The Children of Húrin) – opowieść autorstwa J.R.R. Tolkiena. Tolkien rozpoczął jej pisanie w 1918; przepisując ją wielokrotnie, nie dokończył jej za życia. Syn Johna Ronalda Reuela, Christopher Tolkien, dokończył i zredagował opowieść.
Książka została wydana 17 kwietnia 2007 w Wielkiej Brytanii nakładem wydawnictwa HarperCollins, a w Stanach Zjednoczonych Houghton Mifflin. Autorem ilustracji jest Alan Lee. Polska premiera miała miejsce 8 maja 2007, nakładem wydawnictwa Amber w tłumaczeniu Agnieszki Sylwanowicz. Sam Christopher Tolkien stworzył na potrzeby książki nowe tablice genealogiczne oraz nową, uszczegółowioną mapę Beleriandu.
Akcja książki toczy się pod koniec Pierwszej Ery, około 6500 lat przed wydarzeniami opisanymi we Władcy Pierścieni. Opowiada o Edainach z Rodu Hadora: Túrinie Turambarze, jego siostrze Niënor Níniel oraz ich rodzicach, Morwenie i Húrinie.
Historia opisana w książce stanowi fragment innych dzieł J.R.R. Tolkiena. Silmarillion nakreśla tło wydarzeń opisanych w Dzieciach Húrina, a także ich szerszy sens oraz znaczenie w historii Śródziemia. W Niedokończonych opowieściach umieszczono zaś fragmenty, na podstawie których zbudowano całość Dzieci Húrina.